# Feine Sahne Fischfilet
Feine Sahne Fischfilet ist eine Politpunkband aus Mecklenburg-Vorpommern.

## Geschichte
Feine Sahne Fischfilet wurde 2004 von drei Schülern gegründet und wuchs bis 2009 auf sechs Bandmitglieder an. Der Bandname Feine Sahne Fischfilet ging laut Monchi aus dem Bandnamen FSF hervor. Das Akronym habe zunächst eine andere Bedeutung gehabt. Konzerte fanden hauptsächlich in den ländlichen Gebieten Mecklenburg-Vorpommerns statt, auf denen sich immer mehr Neonazis einfanden. Die Band positionierte sich gegen Neonazismus und wurde dafür angefeindet. Infolgedessen fanden Konzerte unter zusätzlichen Sicherheitsmaßnahmen statt.
Eine Erwähnung im Verfassungsschutzbericht Mecklenburg-Vorpommerns verhalf der Band zu überregionaler Bekanntheit. Der Verfassungsschutz warf ihnen staats- und polizeifeindliche Passagen in einem Lied von 2009 vor.

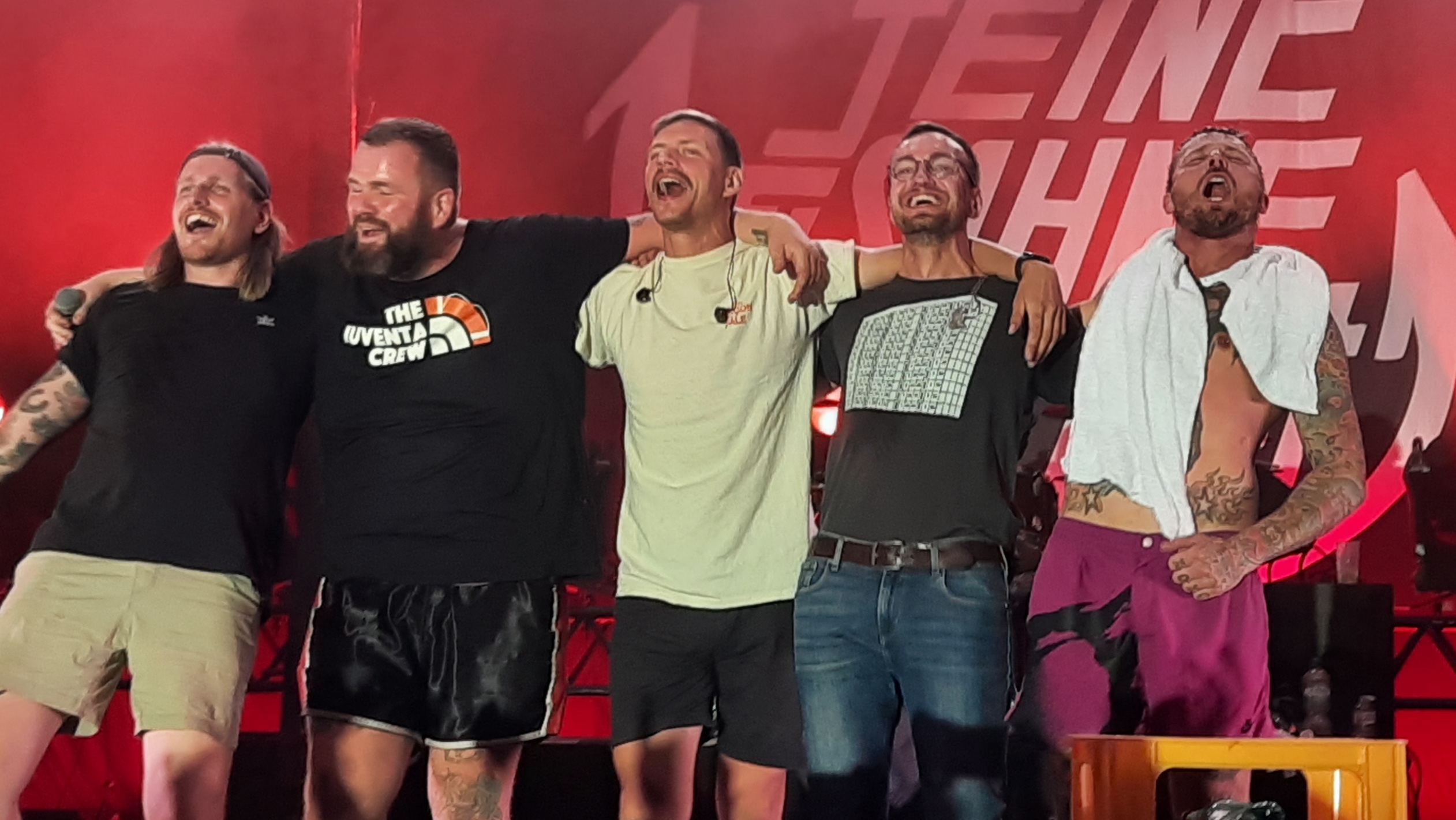
Feine Sahne Fischfilet beim Festival Wasted in Jarmen (2023)

Im April 2022 gab die Band bekannt, dass sich die Bandmitglieder Christoph Sell und Jacobus North von der Band getrennt haben und nun eigene Wege gehen. Hauke Segert wurde als neuer Gitarrist und Sänger vorgestellt.

## Musikstil
Genremäßig bewegt sich die Band zwischen Punk und Indie-Rock. Zahlreiche Lieder lassen sich dem Politpunk zuordnen.
Das Musikmagazin Visions beschreibt ihre Musik als Punkrock, der „nicht modern“ sei und auch heute noch so funktioniere, „wie er immer schon funktioniert hat. Mit Wut, Herz und Haltung“. Das Punk-Magazin Ugly Punk verortet die Musik „von Ska-Punk, über Deutschpunk und vom englischsprachigen Punk-Smasher bis zur poppigen Indie-Ballade“. Die taz bezeichnet die Musik der Band als Streetpunk mit leichtem Ska-Einschlag, der an Bands wie die Mighty Mighty Bosstones erinnere.
Die Musiker, die sich durch Die Ärzte und Früchte des Zorns inspiriert sehen, fassten ihren Stil wie folgt auf: „Das, was wir machen, ist keine Kunst […], nicht für die Galerie, nicht für die Glasvitrine. [Es] soll eine Art Werkzeug sein, um unserer Wut gegenüber Rassisten, Sexisten, Homophobie und Staat eine Stimme zu geben“ Sie versteht sich als politisch: „… Antifaschismus ist für uns keine hohle Phrase. Es ist uns bewusst, dass die Neonazis, egal wie modern und bürgernah sie sich geben, barbarisch und menschenverachtend bleiben. Dem gilt es entgegenzuwirken!“
Einige Textpassagen des ersten Albums empfindet die Band rückwirkend als sexistisch. Der Sänger Jan Gorkow, genannt Monchi, sagte dazu: „Wir waren 18, 19 Jahre alt. Wäre dieses Album nicht ausverkauft, würden wir es nicht mehr vertreiben.“
Einzelpersonen der Band waren vormals in der Fanszene von Hansa Rostock aktiv. So trug Monchi auf Konzerten häufig T-Shirts der Ultra-Gruppe Suptras. Das Lied Ostrava ist der Rostocker Fanszene gewidmet, während das Lied Keine Träne die Abkehr von dieser thematisiert. In dem Lied Wo niemals Ebbe ist thematisiert die Band den Klassenerhalt des Vereins; in dem Lied Niemand wie ihr beschreibt Monchi die Dankbarkeit gegenüber seinen Eltern, die trotz zahlreicher Probleme durch seine Fanaktivität zu ihm gestanden haben.

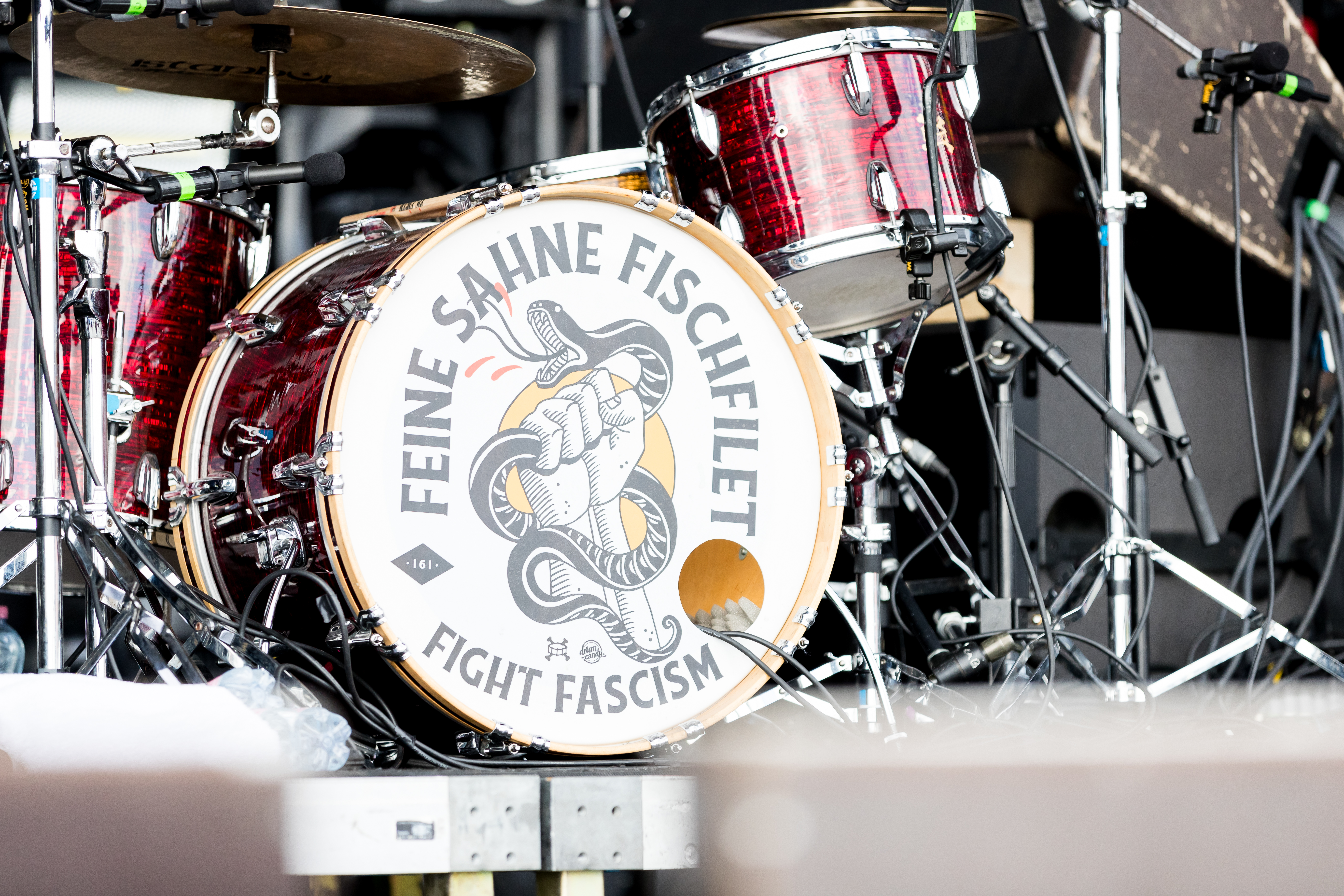
Bedruckte Bassdrum mit dem Bandnamen, dem Slogan „Fight Fascism“ und einer symbolischen Hand, die eine Schlange festhält

## Rezeption

### Indizierungsuntersuchung, Verfassungsschutzbericht

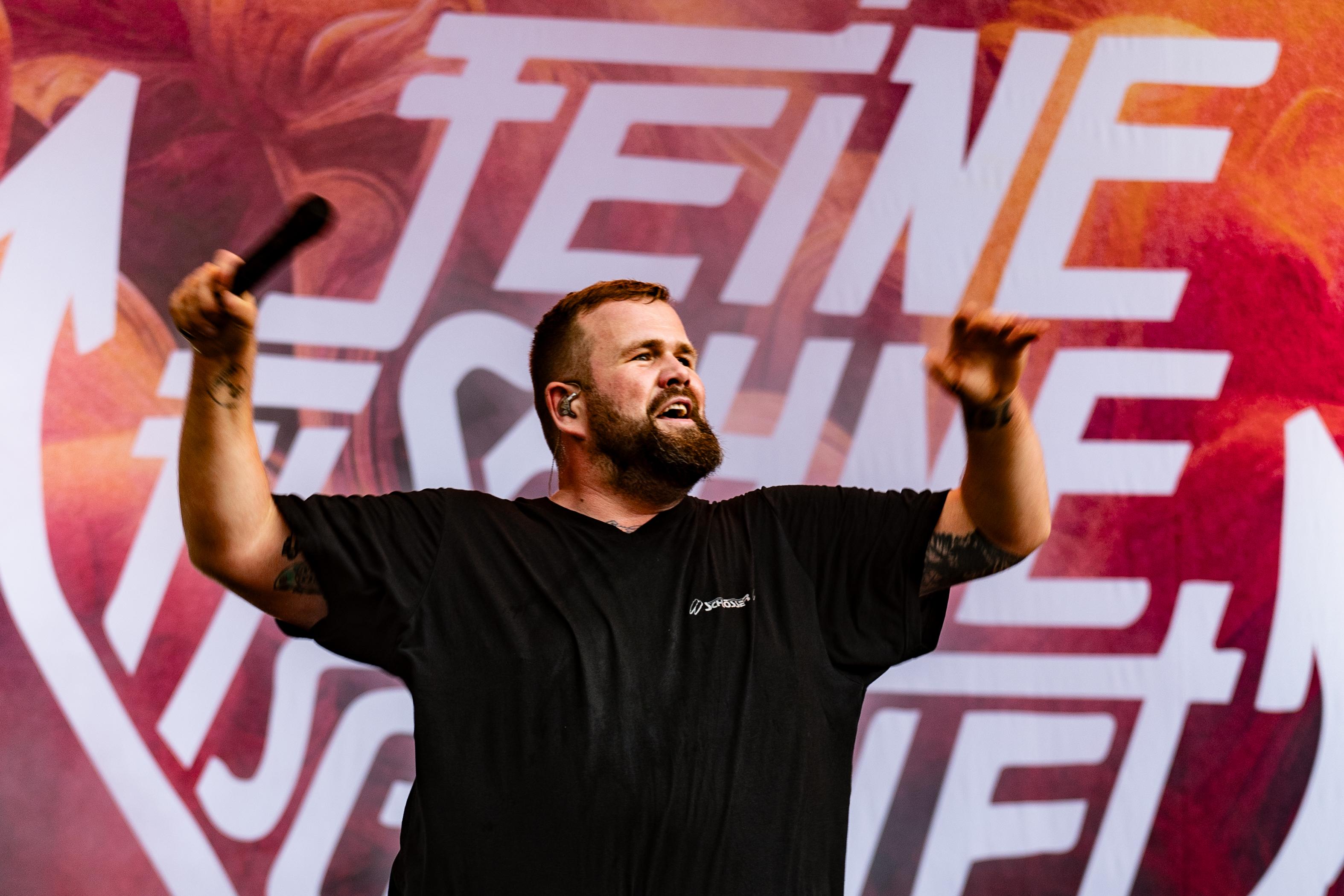
Jan „Monchi“ Gorkow auf dem Southside (Festival) 2024

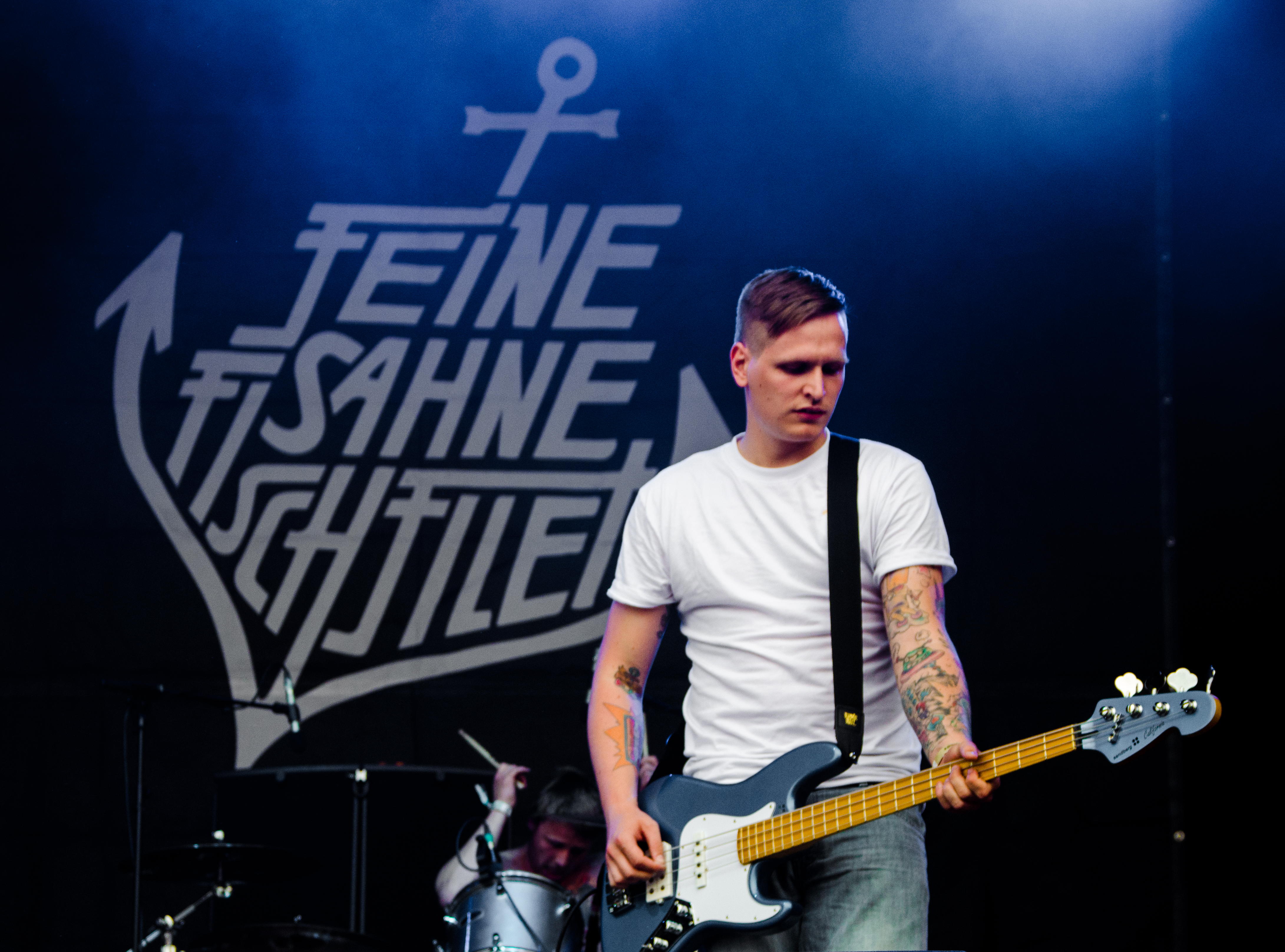
Kai Irrgang (2014)

Aufgrund des Stückes Staatsgewalt auf dem Debütalbum Backstage mit Freunden wurde ein Prüfverfahren der Bundesprüfstelle für jugendgefährdende Medien eingeleitet. Laut Landeskriminalamt Mecklenburg-Vorpommern fördere der Songtext Gewaltbereitschaft bei den Hörern. Eine Indizierung des Albums fand letztlich nicht statt.
Die Band wurde wegen ihrer „explizit anti-staatlichen Haltung“ im Verfassungsschutzbericht des Landes Mecklenburg-Vorpommern 2011 auf „knapp zwei Seiten“ erwähnt. So sollen sie vor einer NPD-Demonstration 2010 in Rostock auf ihrer Internetseite unter der Überschrift „für den widerstand auf der straße“ eine Bauanleitung für einen Molotow-Cocktail veröffentlicht haben. Nach Aussagen der Band handelte es sich hierbei aber lediglich um eine Verlinkung auf ein Plakat mit dem Slogan Club Molli, das im Frühjahr 2012 als satirischer Beitrag auf unterschiedlichen Blogs und als Printversion im Umlauf war. Die Band klagte gegen die Nennung. Das Eilrechtsbegehren der Punkband hat das Verwaltungsgericht Schwerin mit Beschluss vom 4. April 2013 abgelehnt. Die Band habe „keine Gründe dargetan, aus denen sich eine besondere Dringlichkeit ergebe“. Es mangele an dem erforderlichen Anordnungsgrund, denn es sei der Antragstellerin zumutbar, eine Entscheidung in der Hauptsache abzuwarten. Hiergegen legte die Band Beschwerde ein. Laut Beschluss des Oberverwaltungsgerichtes Mecklenburg-Vorpommern vom 6. Juni 2013 (Az. 2 M 110/13) darf die Band zunächst weiter im Verfassungsschutzbericht des Landes als linksextrem geführt werden. Das OVG sah „hinreichende tatsächliche Anhaltspunkte dafür [den Verdacht], dass von der von der Antragstellerin gebildeten Musikgruppe Bestrebungen ausgehen, die gegen die freiheitlich-demokratische Grundordnung gerichtet sind.“
Im Verfassungsschutzbericht 2012 des Landes Mecklenburg-Vorpommern wurde die Band u. a. mit Verweis auf Mitglieder, die strafrechtlich verurteilt wurden, erneut auf zwei Seiten erwähnt, worauf die Band erklärte, dass sie auch zukünftig gegen rechtsextreme Demonstrationen und Veranstaltungen aufrufen werde.
Bastian Küllenberg bezeichnete im Musikmagazin Intro die Erwähnung von Feine Sahne Fischfilet im Verfassungsschutzbericht als Werbung, da sie nun „derzeit in aller Munde“ sei, und nannte die Band eine „kredible Alternative zum braunen Sumpf, der weite Teile des Bundeslandes in seinen Krallen hält.“ Ihr Label Audiolith dürfe „es freuen“, habe „man doch nach Egotronic die zweiten amtlichen Staatsfeinde im Katalog“. Die Band bedankte sich als satirischen Akt beim Verfassungsschutz mit einem Präsentkorb, den das Amt an die Schweriner Tafel spendete.
Im Jahr 2014 verlor der Verfassungsschutz Mecklenburg-Vorpommern einen Prozess um ein Foto der Band im Verfassungsschutzbericht 2012. Das Foto war ohne Zustimmung des Fotografen Sebastian Pohle urheberrechtswidrig in den Verfassungsschutzbericht übernommen worden. Das Gericht stimmte der Auffassung des Verfassungsschutzes nicht zu, dass die Veröffentlichung des Fotos zur Rechtspflege notwendig sei. Der Verfassungsschutz muss demgemäß das Foto lizenzieren oder entfernen.
Der Verfassungsschutz Mecklenburg-Vorpommern erwähnte Feine Sahne Fischfilet das letzte Mal in seinem Bericht über das Jahr 2015, der im Jahr 2016 veröffentlicht wurde. Eine Sprecherin der Behörde erklärte auf die Frage, ob die Gruppe weiterhin beobachtet werde, allerdings: „Die Nichterwähnung einer Gruppierung im Verfassungsschutzbericht lässt nicht den Schluss zu, dass diese nicht beobachtet wird“. Im Verfassungsschutzbericht Sachsen über das Jahr 2018 wird die Gruppe als „aktivste nichtsächsische linksextremistische Band, die in Sachsen agierte“ bezeichnet. Konzerte der Band würden insbesondere von Mitgliedern der autonomen Szene besucht. Zudem soll die Gruppe bei einem Auftritt in Leipzig am 9. Februar 2018 das Lied „Niemand muss Bulle sein“ bzw. „Wut“ gespielt haben. Der Kehrreim „Und der Hass – der steigt! Und unsere Wut – sie treibt!“ könne in Verbindung mit der Zeile „Die nächste Bullenwache ist nur einen Steinwurf entfernt“ als Aufforderung zu Gewalttaten interpretiert werden. Insgesamt sei die Band in Sachsen seit der Gründung 2007 neun Mal aufgetreten.

### Konzerte

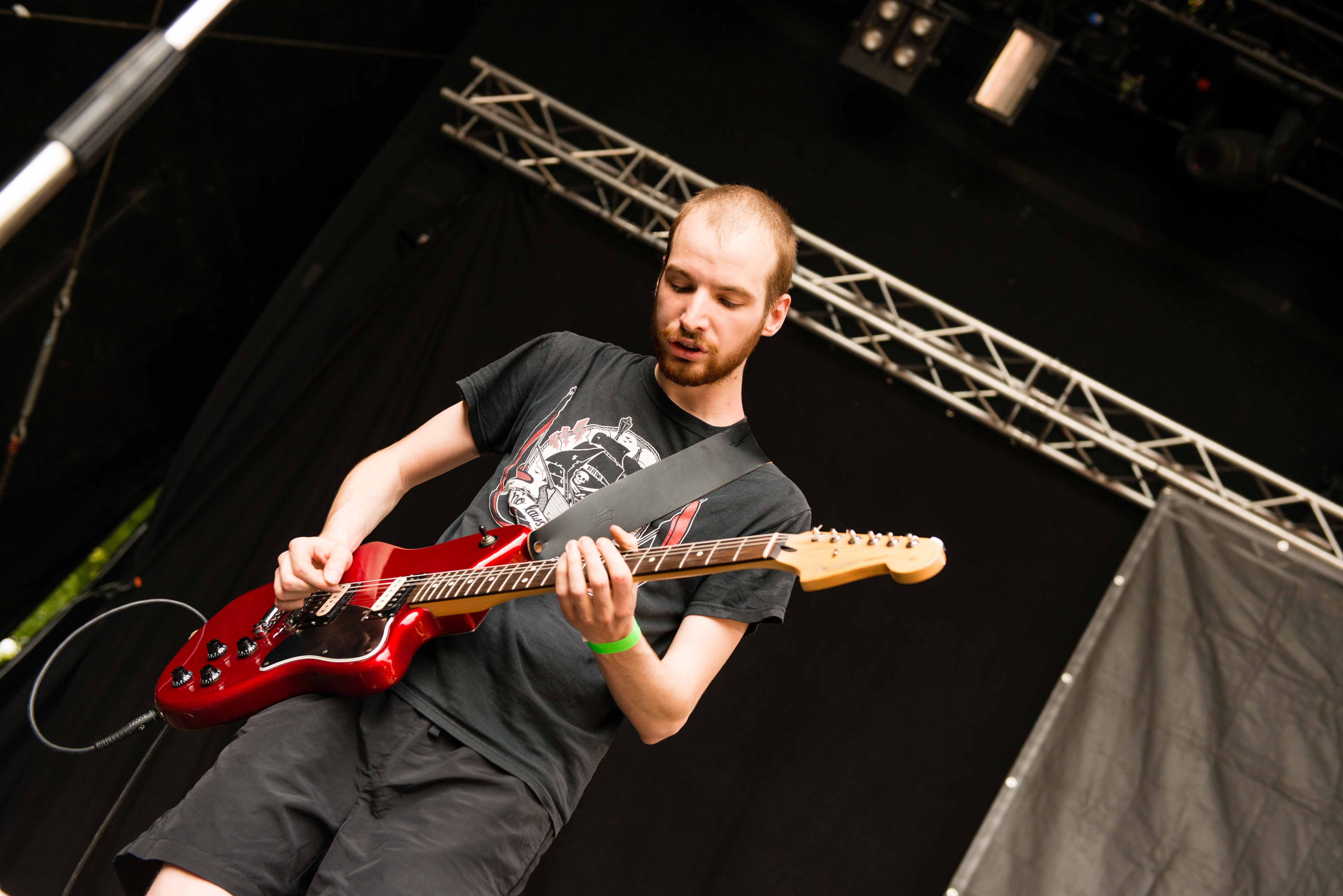
Christoph Sell (2014)

Am 10. Januar 2009 spielte die Band in Greifswald ein Konzert mit den Bands The toten Crackhuren im Kofferraum, Ostmaul und Total Panic Reaction. Dabei wurde auch das Album Backstage mit Freunden veröffentlicht. Ursprünglich war geplant, das Konzert in Loitz zu veranstalten, es wurde aber aufgrund einer Gefahrenprognose der Polizei kurzfristig verschoben. Auftritte der Gruppe wurden öfter verboten, so auch ein Auftritt 2009 im Rahmen des Antifa-Festivals in Loitz, das durch den dortigen Bürgermeister verhindert wurde.
Am 28. Februar 2009 spielte die Band bei 3 Jahre Antifaschistische Aktion Bernau mit den Bands Juri Gagarin, Kein Plan, Pandora und Ökonom.
Zur Veröffentlichung des Albums Scheitern und Verstehen veranstaltete die Gruppe im November 2012 einen Antifaschistischen Aktionstag, auf dem die thüringische Linken-Politikerin Katharina König-Preuss (MdL) anwesend war. Mit dabei waren die Bands und Musiker The true two und die Dorfleute, Kobito und Egotronic.
Auf Druck der rechtsextremen NPD hin wurde 2013 eine Einladung zum Auftritt auf einem Stadtfest in Riesa durch die Bürgermeisterin wieder zurückgezogen. Es sollte eine politische Auseinandersetzung umgangen werden. Zudem wurden Gewalttätigkeiten unter Besuchern befürchtet.
2013 waren Feine Sahne Fischfilet neben Egotronic und Findus Teil der „Audiolith – 10 Years From Now“-Tour zum 10-jährigen Jubiläum ihres Plattenlabels Audiolith.
Im März 2014 begleiteten sie die Düsseldorfer Punkband Broilers als Unterstützung auf der „Noir-Tour“ für vier Konzerte in Hamburg, Leipzig, Bamberg und Rostock. Bei den Konzerten in Hamburg und Leipzig versuchte laut Facebook-Eintrag von Feine Sahne Fischfilet der Verfassungsschutz, die Veranstalter mittels Briefen und Telefonaten zur Absage des Band-Auftritts zu bewegen.
Im Sommer des Jahres 2014 gastierte die Band zum ersten Mal auf bekannteren Festivals, wie dem Hurricane Festival und seinem jüngeren Schwesterfestival, dem Southside. Hinzu kamen eine Hand voll weiterer Konzerte für das Jahr 2014, welche die letzten vor der Veröffentlichung ihres vierten Albums waren. Sie spielten unter anderem in Darmstadt, Herrenberg, Erlangen und Lindau.
Am 23. Januar 2015 erschien ihr viertes Studioalbum Bleiben oder Gehen. Am Tag darauf spielten sie ein Releasekonzert auf der Burg Klempenow in Mecklenburg-Vorpommern. Zudem gingen sie von Januar bis April 2015 auf ihre erste zusammenhängende Headline-Album-Tour. Die mehr als 20 Konzerte in Deutschland, Österreich und der Schweiz waren zumeist restlos ausverkauft. Hier wurden sie, wie schon bei ihrer vorherigen Tour, unter anderem vom Szenefotografen und Streetart-Künstler MAXimilian Ettl begleitet, welcher ihren Touralltag in einer Fotoreportage festhielt.
Am 6. Juni 2015 spielte die Band bei dem Open-Air-Festival Rock am Ring und am 7. Juni bei dem Schwesterfestival Rock im Park. Am 4. Juli 2015 folgte morgens ein Auftritt auf dem Vainstream Rockfest in Münster, am selben Abend trat die Band als Vorband beim 20-jährigen Jubiläumskonzert der Beatsteaks in der Wuhlheide in Berlin auf. Am 28. Mai 2016 eröffnete die Band ihren Sommer mit einem Auftritt auf dem Modular Festival in Augsburg.
Am 12. Januar 2018 erschien das Album Sturm & Dreck, welches eine Woche später Platz 3 der deutschen Charts erreichte. Auf der am 1. Februar 2018 beginnenden „Alles auf Rausch“-Tour wurden sie u. a. von Mister X als Vorband unterstützt.
Feine Sahne Fischfilet trat beim Open-Air-Konzert am 3. September 2018 unter dem Motto „Wir sind mehr“ in Chemnitz auf, das als Reaktion auf die Ausschreitungen in der Stadt veranstaltet wurde. Für Kritik sorgte, dass Bundespräsident Frank-Walter Steinmeier dieses Konzert auf seiner Facebook-Seite teilte und bewarb. Medien und Politiker warfen ihm mit Bezug auf die Teilnahme von Feine Sahne Fischfilet Unterstützung Linksextremer vor.
Für den 6. November 2018 war die Aufzeichnung eines Konzertes durch das ZDF im Bauhaus Dessau geplant. Dieses Konzert wurde vom Bauhaus aus Angst vor Protesten abgesagt. Im weiteren Verlauf sagte auch das Theater Dessau einen Auftritt der Band ab. Am 22. Oktober 2018 erklärte das Anhaltische Theater Dessau, nun doch für einen Auftritt der Band zur Verfügung zu stehen und zog die Absage zurück. Das Konzert sowie dessen Aufzeichnung durch das ZDF fand in der „Alten Brauerei“ in Dessau statt. Die ARD berichtete darüber in den Tagesthemen unter dem Titel Brauhaus statt Bauhaus.
Am 14. November 2018 wurde die Vorführung des Dokumentarfilms Wildes Herz über das Engagement der Band gegen „rechtes Gedankengut in ostdeutschen Kleinstädten“ in einer Schule in Bad Schwartau wegen einer Schusswaffen- und Sprengstoffdrohung abgesagt.
Am nächsten Tag musste ein Konzert der Band im Alternativen Jugendzentrum in Chemnitz für über eine Stunde unterbrochen werden, nachdem zuvor eine telefonische Bombendrohung bei der Polizei eingegangen war.
Im November 2019 erwirkte die Gruppe eine Unterlassungserklärung gegen das Bezirksamt Berlin-Spandau. Dieses hatte angegeben, die Band hätte bei einem Konzert im August in der Zitadelle Spandau Glasflaschen an das Publikum ausgegeben und damit gegen Sicherheitsauflagen verstoßen. Hierbei handelte es sich jedoch um Plastikflaschen. Im Oktober veröffentlichte das Bezirksamt hierzu eine Richtigstellung. Die CDU-Fraktion in Spandau löschte ebenfalls den Beitrag, der diese Behauptungen enthielt.

## Kampagne „Noch nicht komplett im Arsch“
Mitte 2016 startete die Band eine Kampagne „Noch nicht komplett im Arsch. Zusammenhalten gegen den Rechtsruck“. Verschiedene Veranstaltungen und Aktionen in Kleinstädten und Dörfern sollen den Zusammenhalt der Menschen stärken, die der rechten Bewegung in dem Bundesland entgegentreten. Veranstaltungen fanden in Ribnitz-Damgarten, Greifswald, Wolgast, Rostock, Parchim und einer Reihe weiterer Orte in Mecklenburg-Vorpommern statt. Zu der Veranstaltung mit Patrick Gensing, die im Demokratiebahnhof Anklam stattfand, organisierte die Band kurzfristig zudem ein Konzert mit dem Rapper Marteria. Innerhalb von nur 24 Stunden wurden zu diesem Konzert, das auf dem Bahnhofsvorplatz in Anklam stattfand, etwa 2000 Menschen mobilisiert. Als Überraschungsgast trat außerdem der Düsseldorfer Rock-Musiker Campino der Toten Hosen auf.
Eine Resonanz auf das Konzert war ein Tweet des Bundesjustizministers Heiko Maas, der Feine Sahne Fischfilet, Marteria und Campino für ihr Engagement lobte. Während sich Feine Sahne Fischfilet gegen diese Vereinnahmung aussprach, kritisierten zahlreiche Twitter-Nutzer und Mecklenburg-Vorpommerns Innenminister Lorenz Caffier (CDU), dass Maas eine vom Verfassungsschutz beobachtete Band unterstütze. Zum Abschluss der Kampagne gab die Band am 3. September 2016, am Vorabend der Landtagswahl in Mecklenburg-Vorpommern, ein Heimspiel in der Motoball-Arena Jarmen vor über 2000 Besuchern.

## Auszeichnungen
Im Jahr 2013 ist die Band beim Courage-Preis der Linksfraktion im Landtag Mecklenburg-Vorpommern auf den 2. Platz gewählt worden. Feine Sahne Fischfilet bezeichnet dies selbst als bewusstes politisches Signal gegen die Politik des Verfassungsschutzes, wenngleich Die Linke selbst auch aufgefordert sei, zivilgesellschaftlich in strukturschwachen Regionen tätig zu sein. Zuvor wurden sie bereits als beste Newcomer 2012 für den „VIA! Vut Indie Award“ nominiert.
Am 8. September 2017 erhielt die Band beim Preis für Popkultur für die Kampagne „Noch nicht komplett im Arsch“ eine Auszeichnung in der Kategorie „Spannendste Idee/Kampagne“. Feine Sahne Fischfilet wurden bei den MTV Europe Music Awards 2018 in der Kategorie Best German Act nominiert, verlor aber gegen Mike Singer.

## Sonstiges
Im Oktober 2017 sollte der ZDF-Moderator Jan Böhmermann den VUT Indie Award erhalten, war allerdings nicht zur Preisverleihung erschienen. Der Laudator Rocko Schamoni übergab den Preis darum ersatzweise Feine Sahne Fischfilet. In einer gemeinsamen Aktion versteigerten die Band und Böhmermann den Preis anschließend auf eBay und spendeten das Geld der Organisation Jugend rettet, die sich für die Rettung von Flüchtenden auf dem Mittelmeer engagiert.
Am 31. Oktober 2017 wurde im Cinestar Leipzig der Film Wildes Herz uraufgeführt. In der Dokumentation, die 2018 in die Kinos gekommen ist, begleitet Charly Hübner die Band und insbesondere Frontsänger Jan Gorkow. Der Film gewann auf der DOK Leipzig vier Preise, u. a. den DEFA-Förderpreis, den Preis des Goethe-Instituts und den ver.di-Preis. Hübner hatte zuvor schon im Musikvideo zum Lied Warten auf das Meer mitgespielt.
Im Musikvideo zu „Niemand wie Ihr“ sind unter anderem die Schauspielerinnen Anna Thalbach und ihre Tochter Nellie Thalbach zu sehen. Das Lied beschreibt die Familien- und Jugendgeschichte von Monchi.

## Diskografie

### Studioalben
| Jahr | Titel Musiklabel                                 | Höchstplatzierung, Gesamtwochen, AuszeichnungChartplatzierungen (Jahr, Titel, Musiklabel, Platzierungen, Wochen, Auszeichnungen, Anmerkungen) | Höchstplatzierung, Gesamtwochen, AuszeichnungChartplatzierungen (Jahr, Titel, Musiklabel, Platzierungen, Wochen, Auszeichnungen, Anmerkungen) | Höchstplatzierung, Gesamtwochen, AuszeichnungChartplatzierungen (Jahr, Titel, Musiklabel, Platzierungen, Wochen, Auszeichnungen, Anmerkungen) | Anmerkungen                            |
| Jahr | Titel Musiklabel                                 | DE | AT | CH | Anmerkungen                            |
| ---- | ------------------------------------------------ | --- | --- | --- | -------------------------------------- |
| 2009 | Backstage mit Freunden Diffidati Records         | — | — | — | Erstveröffentlichung: 2009             |
| 2010 | Wut im Bauch, Trauer im Herzen Diffidati Records | — | — | — | Erstveröffentlichung: November 2010    |
| 2012 | Scheitern & Verstehen Audiolith                  | — | — | — | Erstveröffentlichung: 9. November 2012 |
| 2015 | Bleiben oder Gehen Audiolith                     | DE21 (2 Wo.)DE | — | — | Erstveröffentlichung: 23. Januar 2015  |
| 2018 | Sturm & Dreck Audiolith                          | DE3 (20 Wo.)DE | AT12 (2 Wo.)AT | CH30 (1 Wo.)CH | Erstveröffentlichung: 12. Januar 2018  |
| 2023 | Alles glänzt Plattenweg Tonträger                | DE3 (9 Wo.)DE | AT14 (1 Wo.)AT | CH11 (2 Wo.)CH | Erstveröffentlichung: 12. Mai 2023     |
| 2025 | Wir kommen in Frieden Plattenweg Tonträger       | DE1 (4 Wo.)DE | AT6 (2 Wo.)AT | CH11 (1 Wo.)CH | Erstveröffentlichung: 30. Mai 2025     |

### Livealben
- 2023: Alles glänzt – Alles live (CD/2LP, davon limitiert je 4000 Stück signiert, Plattenweg Tonträger)

### Singles
- 2012: Komplett im Arsch (Audiolith)
- 2014: Für diese eine Nacht (Audiolith)
- 2017: Zurück in unserer Stadt (Audiolith)
- 2017: Alles auf Rausch (Audiolith)
- 2018: Zuhause (Audiolith)
- 2018: Niemand wie ihr (Audiolith)
- 2023: Kiddies im Block (Plattenweg Tonträger)
- 2023: Diese eine Liebe (Plattenweg Tonträger)
- 2023: Wenn’s morgen vorbei ist (Plattenweg Tonträger)
- 2023: Wenn wir uns sehen (Plattenweg Tonträger)
- 2025: Wir kommen in Frieden (Plattenweg Tonträger)
- 2025: Endlich auf Reise (Plattenweg Tonträger)
- 2025: Manchmal finde ich dich scheiße (feat. FiNCH) (Plattenweg Tonträger)
- 2025: Grüße ins Neandertal (Plattenweg Tonträger)
- 2025: Haut an Haut (Plattenweg Tonträger)